# Ороньско (гмина)
Ороньско (пол. Orońsko) — сельская гмина (волость) в Польше, входит как административная единица в Шидловецкий повет, Мазовецкое воеводство. Население — 5723 человека (на 2004 год).

## Демография
| Перепись                       | Всего   | Всего | Женщины | Женщины | Мужчины | Мужчины |
| ------------------------------ | ------- | ----- | ------- | ------- | ------- | ------- |
| Единицы                        | человек | %     | человек | %       | человек | %       |
| Население                      | 5723    | 100   | 2886    | 50,4    | 2837    | 49,6    |
| Плотность населения (чел./км²) | 69,9    | 69,9  | 35,2    | 35,2    | 34,6    | 34,6    |

## Сельские округа
1. Бонкув
2. Цепла
3. Хронув
4. Хронув-Колёня-Дольна
5. Хронув-Колёня-Гурна
6. Хронувек
7. Добрут
8. Гузув
9. Гузув-Колёня
10. Хеленув
11. Крогульча-Мокра
12. Крогульча-Суха
13. Лазиска
14. Ороньско
15. Снядкув
16. Томашув
17. Валснув
18. Заборове

## Соседние гмины
1. Гмина Ястшомб
2. Гмина Коваля
3. Гмина Шидловец
4. Гмина Вежбица
5. Гмина Волянув